# آتیش‌پاره (فیلم ۱۹۴۱)
آتیش‌پاره (به انگلیسی: Ball of Fire) فیلمی به کارگردانی هاوارد هاکس محصول کشور ایالات متحده آمریکا است. عنوان این فیلم، به اشتباه «توپ آتش» ترجمه شده‌است.
گری کوپر و باربارا استانویک از بازیگران اصلی این فیلم هستند. داستان فیلم دربارهٔ گروهی از دانشمندان است که برای نوشتن یک دانشنامه تلاش می‌کنند و برخورد آنها با یک رقاص کلوپ شبانه ماجراهایی را ایجاد می‌کند.
در سال ۲۰۱۶، این فیلم از نظر کتابخانه کنگره ایالات متحده «از نظر فرهنگی، تاریخی، یا زیبایی‌شناسی» مهم تلقی شد و برای حفظ در ثبت ملی فیلم انتخاب شد.